# Kameniczky József
Kameniczky József (Nagyszőlős, 1923. március 31. – Budapest, 1997. december 4.) magyar gépészmérnök, fegyvertervező. A FÉG-nél eltöltött több mint négy évtizedes pályafutása alatt számos magyar lőfegyver tervezésében vett részt.

## Élete és munkássága
Az akkor Csehszlovákiához, ma Ukrajnához tartozó Nagyszőlősön született. Fiatalkorát Csehszlovákia különböző városaiban, Beregszászon, Ilosván, Lőcsén, Királyhelmecen és Mezőlaborcon töltötte. Apja halála után, 1938-ban Nagyszőlősre került a nagybátyjához. Még abban az évben megkezdte tanulmányait a helyi Magyar Királyi Állami Vas- és Fémipari Iskolában, ahol 1941-ben végzett. 1941-ben jelentkezett a Fémáru, Fegyver- és Gépgyárba (FÉG), ahová szeptember 15-én vették fel próbaidőre, majd egy hónap múlva véglegesítették.
A FÉG-nél a fegyverszerkesztési irodára került. 1941–1945 között technológusként és készülékszerkesztőként gyártáselőkészítéssel foglalkozott. 1944 novemberében a FÉG több dolgozójával együtt Mosonmagyaróvárra ment, ahová a fegyvergyárat tervezték áttelepíteni. Karácsonyra hazamehetett Budapestre, de a szovjet ostrom miatt ott rekedt. A második világháború utolsó hónapjait Budapesten töltötte.
A háború után, 1945. április 3-án visszakerült az év végéig szovjet katonai irányítás alá került fegyvergyárba, ahol megkezdődött a romeltakarítás és a gyártóberendezések helyreállítása. Cseh- és szlováknyelv-tudásának köszönhetően tolmácsolási feladatokat is ellátott.
A rendőrség igényei kielégítésére 1946-ban egy új, a német Walther PP-n alapuló pisztoly kifejlesztésével bízták meg az akkorra Lámpagyár (Lampart) névre átnevezett gyárat. A feladattal a gyárhoz visszahívott fegyverkonstruktőrt, Elődy Lajost bízták meg, aki Kameniczky Józsefet vette maga mellé segédszerkesztőnek. A 7,65 mm-es Browning töltényhez szerkesztett fegyvert 48 M típusjellel gyártották és a FÉG 1950-ig elkészítette a rendelt mennyiséget.
Az 1940-es évek végén a FÉG-nél licenc alapján gyártott szovjet fegyverek (TT–33 pisztoly, 1891/30.M Moszin–Nagant krabély) licencgyártásával kapcsolatos feladatokon dolgozott. Ő kezelte az orosz nyelvű dokumentációs tárat, fordította a technológiai leírásokat és tolmácsként is dolgozott. Az 1950-es évek elején részt vett a csehszlovák licenc alapján gyártani tervezett P–27 típusú páncéltörő rakéta gyártáselőkészítési munkálataiban. (A fegyvert végül nem gyártották, csak egy nullszéria készült belőle.)
Kameneczki részt vett a Lámpagyár 1951-ben beindult légpuskagyártással kapcsolatos tevékenységben is. Ő tervezte az LP1 és LP2 típusú csőletöréses légpuskákat. 1961-ben még tervezett egy további modellt, az angol megrendelésre készült, merev csövű, felhúzókaros LP11-et, a későbbiekben azonban már nem foglalkozott légpuskákkal.
Közben, 1953-ban megkezdte tanulmányait a Budapesti Műszaki Egyetem Gépészmérnöki Karán, gépgyártástechnológia szakon, ahol 1960-ban végzett és kapott gépészmérnöki oklevelet.
Tanulmányai mellett, 1957-ben kapta első önálló fegyverszerkesztési feladatát. Egyiptomi megrendelésre elkészítette a 7,65 mm-es 48.M pisztoly 9 mm-es Browning Short töltényre átalakított változatát. A Walam 48 (Walter–Lampart) jelzéssel gyártott pisztolynál alkalmazták először a Kameniczky által szerkesztett újfajta, törésbiztos ütőszeget és biztosítót, amit a FÉG-nél gyártott pisztolyoknál a PA–63-ig bezárólag megtartottak.
1957-től részt vett a 7,62 mm-es AK–47 gépkarabély szovjet tervdokumentáción alapuló gyártásának megszervezésében, majd 1961-ben a fegyver modernizált változata, a sajtolt lemezből készült tokkal gyártott AKM gyártáselőkészítésében. Ebben az időben – a Lampart gyártmányprofiljából adódóan – csillárokat és viharlámpákat is tervezett.
1958-ban Kameniczky vezetésével a BM igényeinek megfelelően a 48.M rendőrségi pisztolyt átalakították 9 mm-es Makarov-töltényt tüzelő fegyverré, egyúttal az acéltok helyett alumíniumtokot alkalmaztak. Az RK.59 jelet kapott fegyver azonban a tok gyakori törése miatt nem vált be, ezért e fegyverből csak kis sorozat készült. A Fémipari Kutató Intézettel együttműködve azonban tökéletesítették a fegyvertokhoz használt alumíniumötvözet összetételét, továbbá kisebb konstrukciós módosításokkal sikerült megakadályozni a tok törését. Ezekkel a változtatásokkal Kameniczky vezetésével megtervezték az R61 jelű rendőrségi pisztolyt. Az R61 sikerét látva a Magyar Néphadsereg is egy modernebb, alumíniumtokos, Makarov-töltényre szerkesztett pisztoly rendszeresítését határozta el az addig alkalmazott TT–33 helyett. A Kameniczky vezette tervező csoport munkájának az eredménye a PA–63 jelzésű pisztoly lett, mely az 1960-as évek közepétől több évtizeden keresztül meghatározó maroklőfegyvere volt a magyar rendvédelmi és katonai szervezeteknek. 1967-től elkészítette a PA–63 exportra szánt, 7,65 mm-es Browning töltényt tüzelő változatát, az AP 7,65-ös pisztoly, valamint a 9 mm-es Browning Short töltényes változatát, az AP 9 jelű pisztolyt. Később megtervezte ezek acéltokos változatait is, AP 7,65S, illetve AP 9S jelzéssel.
Vadászpuskákkal a FÉG 1955-ös, profilbővítésre vonatkozó döntését követően kezdett el foglalkozni. E téren végzett első munkája a Frommer-féle felsőkulcsos vadászpuskán alapuló 16-os kaliberű Monte Carlo sörétes vadászpuska modernizálása, konstrukciós módosítása, valamint a fegyver gyártástechnológiájának javítása volt. Később, 1966-ban áttervezte a fegyvert és elkészítette a 12-es és 20-as kaliberű változatát is. Nevéhez fűződnek az akkor már Fegyver- és Gázkészülékgyár nevet felvett vállalat Continental, Continental Extra és a Viktoria típusú vadászpuskái is, melyek szerkezetileg megegyeztek a Monte Carlo puskával. A népszerű Monte Carlo típusból 1971-ben készült el a százezredik darab.
1966-ban kezdte el az első magyarországi Bock-rendszerű (egymás alatti csőelrendezésű) vadászpuska tervezését. A 12-es kaliberű fegyver gyári jelzése kezdetben B12, majd továbbfejlesztett változata, az oldalsínnel lezárt csövekkel készült BZ12 volt. Ennek elsütőszerkezetéhez kapcsolódik első szabadalma. A puska 1967-ben BNV-díjat kapott.
A BZ12 alapján további fegyvereket tervezett. 1968-ban elkészítette a vegyes csövű (golyós–sörétes) és dupla golyós változatokat. A golyós–sörétes változatot GSB néven gyártották, és külföldön az osztrák Kettner cég Puszta néven forgalmazta. Kezdetben 12-es kaliberű sörétes és 7 × 65 mm R töltényhez szerkesztett csövekkel, majd később 12-es sörétes kaliberrel és 7 × 57 mm R golyós csővel is gyártották. A vegyes csövű vadászpuskához tervezett ventilációs csősínre szabadalmi oltalmat kapott.
1973-ban és 1975-ben Bock-rendszerű korong- és skeet-lövő puskákhoz tervezett új, szelektív, egybillentyűs elsütőszerkezetet. Erre 1976-ban szintén szabadalmi oltalmat kapott.
A vadászpuskák terén végzett munka az 1970-es évek végétől megszakadt, a FÉG ugyanis 1978-ban beszüntette a vadászfegyverek gyártását. 1982-ben ugyan megtervezett még egy alumínium zártesttel készített Bock-rendszerű puskacsaládot, de sorozatgyártásra nem került sor, csak prototípusok készültek.
Az 1970-es évek elején ismét pisztolyokkal kezdett el foglalkozni. 1971-ben elkészítette a P9M típusjelű, 9 mm-es Parabellum lőszert használó nagy teljesítményű önműködő pisztolyt, amely lényegében az amerikai–belga Browning Hi-Power modellen alapul. Később ennek többféle változatát alakította ki. A P9C állítható irányzékú pisztoly volt. Az 1975-ben elkészült FP9 pedig ventilált felső célzósínt kapott. A célzósínre később, 1981-ben szabadalmi oltalmat kapott.
1978-ban a BM felkérésére megtervezte a 7,65 mm-es R78 jelű kisméretű rendőrségi pisztolyt. A pisztolynál alkalmazott biztosítási megoldásra szintén szabadalmi oltalmat kapott. Ezzel egyidőben tovább bővítette a P9 fegyvercsaládot. Elkészítette a Smith & Wesson Smith & Wesson M59 modelljén alapuló, revolverező, szánbiztosítós pisztolyt, a P9R-t. Ennek további változatai a kompakt kivitelű P9RK, valamint az alumíniumtokos P9RA és P9RAK reteszelt, rövid csőhátrasiklásos pisztolyok. A P9R tervezésénél fő célja az volt, hogy egy olyan alapmodellt készítsenek, amely alkalmas lesz az akkorra már elavult PA–63 leváltására. (A Magyar Honvédség a P9RC változatot 96M jelzéssel rendszeresítette.)
A P9 konstrukciós megoldásait alapul véve megtervezte az alumínium tokkal készített a 9 mm-es Browning Short lőszert tüzelő B9R pisztolyt, annak rövid változatát, a B9RK-t, valamint a Makarov-lőszert használó M9R-t, melyek kialakításuk szerint a P9 fegyvercsaládhoz tartoznak. 1982-ben elkészítette a P9-es fegyvercsalád lemeztokos változatát, ezek gyártására azonban már nem került sor.
Utolsó munkája az NP jelzésű, 5,6 mm-es Magnum-töltényt tüzelő pisztoly volt. 1983. április 1-jén vonult nyugdíjba. Az NP pisztoly prototípusai már nyugdíjba vonulása után készültek el, sorozatgyártásukra azonban nem került sor.
A tehetséges puskaműves szakmunkástanulók támogatására 1983-ban az FP9 pisztoly szabadalmi díjaként kapott összeg feléből létrehozta a Kemeniczky-alapítványt. A FÉG-nél az 1990-es évek elején megszűnt a szakmunkás-képzés, az így célját vesztett alapítványt 1996-ban megszüntették.